# آدریان صاحب الدین
آدریان صاحب الدین (انگلیسی: Adrián Sahibeddine؛ زادهٔ ۲۴ اوت ۱۹۹۴) بازیکن فوتبال اهل فرانسه است.
از باشگاه‌هایی که در آن بازی کرده‌است می‌توان به باشگاه فوتبال بوردو اشاره کرد.